# 森林・林業基本法
森林・林業基本法（しんりん・りんぎょうきほんほう、昭和39年7月9日法律第161号）は、森林や林業の施策等に関する日本の法律である。制定時の題名は「林業基本法」であり、平成13年7月11日法律第107号による改正で現行の題名となった。

## 構成
- 第1章 - 総則（第1条～第10条）
- 第2章 - 森林・林業基本計画（第11条）
- 第3章 - 森林の有する多面的機能の発揮に関する施策（第12条～第18条）
- 第4章 - 林業の持続的かつ健全な発展に関する施策（第19条～第23条）
- 第5章 - 林産物の供給及び利用の確保に関する施策（第24条～第26条）
- 第6章 - 行政機関及び団体（第27条～第28条）
- 第7章 - 林政審議会（第29条～第33条）
- 附則